# Zard Kūh (bergskedja i Iran)
Zard Kūh (persiska: زَردِه كوه, زرد كوه) är en bergskedja i Iran.   Den ligger i provinsen Chahar Mahal och Bakhtiari, i den centrala delen av landet, 400 km söder om huvudstaden Teheran.